# Haarstrich

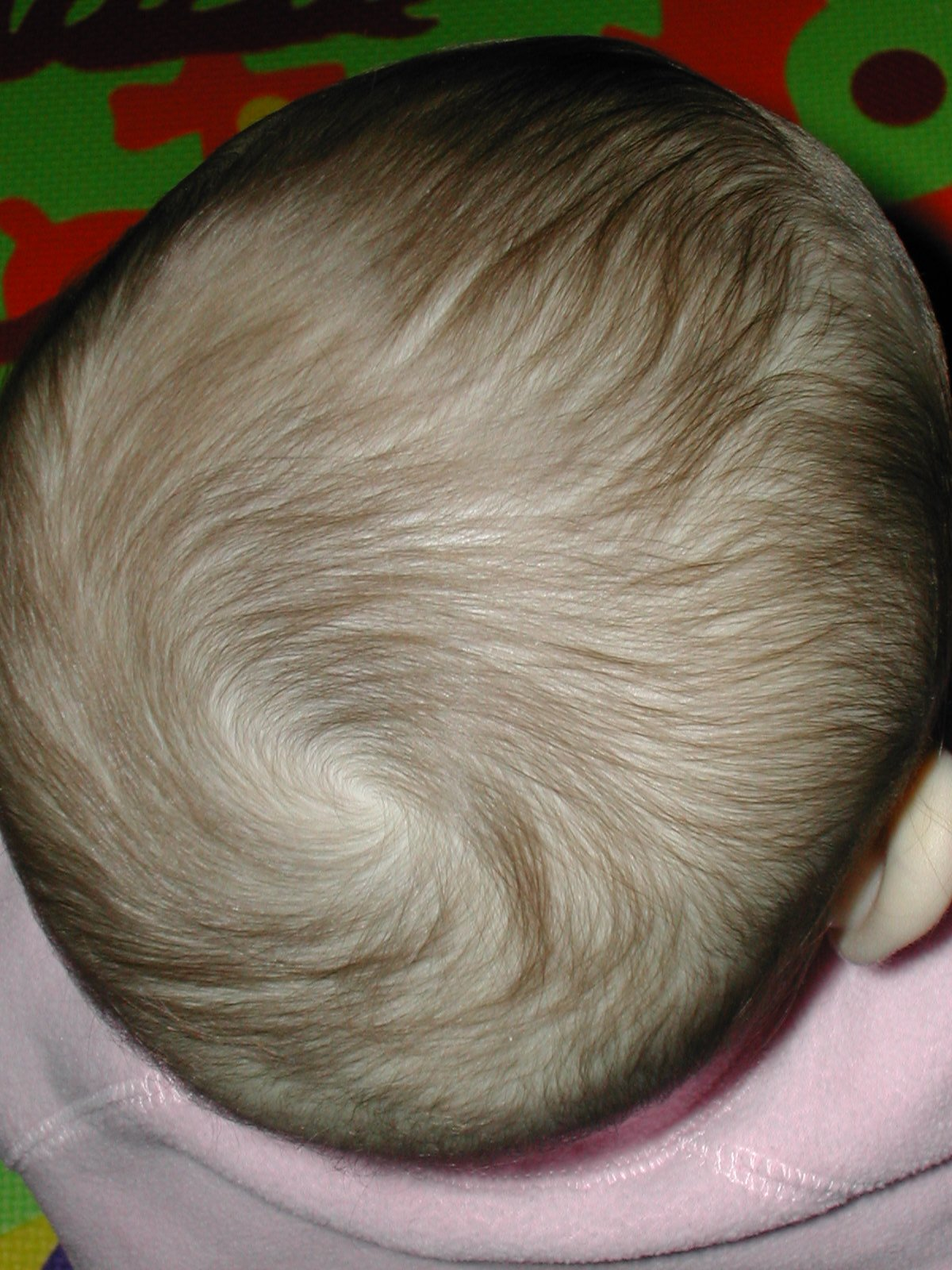
Haarwirbel, unterschiedliche Streichrichtungen der Kopfbehaarung grenzen aneinander

Der Haarstrich, Haarschlag, bei Säugetieren auch Fellstrich, ist die durch den gerichteten Austritt der Haare entstehende natürliche Streich- und Wuchsrichtung von Körperbehaarung.
Stoßen Regionen mit unterschiedlicher Strichrichtung aneinander, entstehen Kämme, Scheitel oder Haarwirbel.

## Streichrichtungen
Bei Säugetieren sind die Haarspitzen in der Regel zum Steißbein (caudal) gerichtet, damit die Haare bei Vorwärtsbewegung nicht aufgelockert und zum Hindernis werden können und Wind und Wasser leichter abgeleitet wird.
Bei den meisten Landsäugetieren ist der Haarstrich an den Gliedmaßen von der Körpermitte weggerichtet (distal); bei Menschen und Menschenaffen hingegen, die ihre Arme im Ellbogengelenk abwinkeln können, sind die Haare am Oberarm von der Körpermitte weg- und am Unterarm zur Mitte hingerichtet (proximal).
Keinen Haarstrich haben Fledermäuse und viele im Boden lebende Säugetiere (z. B. Maulwürfe, Sandgräber und manche Beuteltiere); ihre Haare sind gleichmäßig diffus angeordnet und ergeben einen Pelz.

Artspezifische Besonderheiten des Haarstrichs entstehen aus besonderen Lebensweisen, so verläuft der Haarstrich beim Faultier, aufgrund seiner oft hängenden Position, von den Gliedmaßen zur Körpermitte und vom Bauch zum Rücken, um das Abfließen des Regenwassers zu begünstigen.

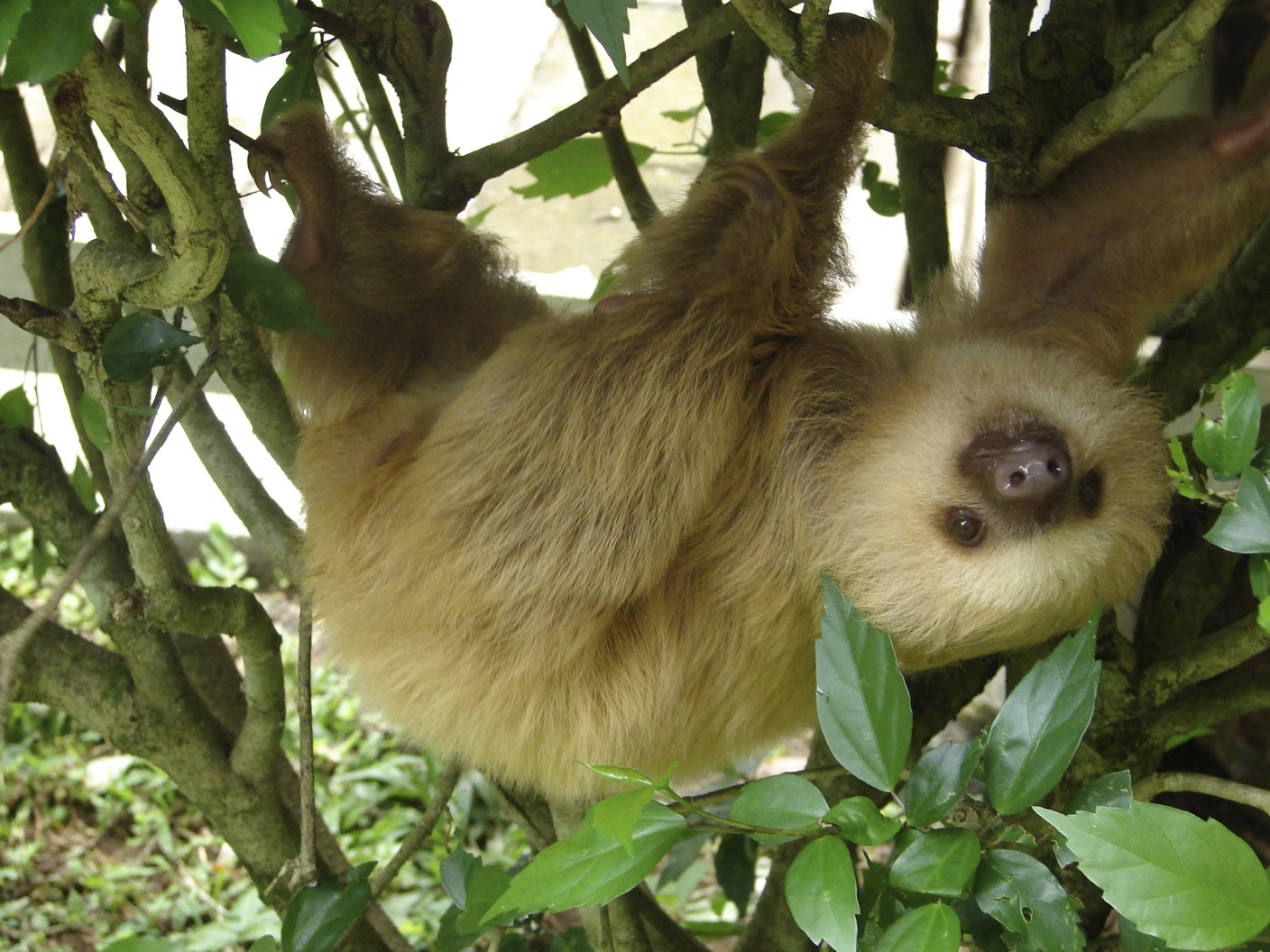
Abwärts gerichteter Haarstrich bei einem Faultier